# 王屏藩
王屏藩（？—1680年），沈阳中卫人，平西王吴三桂义子，是其最倚重的将领之一，在清廷与南明的战争中历任总兵、副都统等职。吴三桂举兵反清后，被授予骠骑前将军、封东宁侯、赐尚方剑。王屏藩在战事中独当一面，主掌并策动四川吴军北伐关中。后吴周衰败，清军攻入四川，王屏藩兵败自缢。史书评价王屏藩与马宝为吴三桂军中最骁勇善战之将。

## 生平
王屏藩早期跟随吴三桂与南明作战，被吴三桂收为义子，为吴部四镇十营总兵之一。清军入缅追击永历帝，王屏藩以左都督充任左营总兵官。南明平定后，曾出任陕西总兵。1673年冬，吴三桂起兵反清，王屏藩被授予骠骑前将军，率部进攻四川并窥伺陕西、甘肃。吴三桂对王屏藩十分信任，曾表示“王屏藩前去取四川，如同我去。”1674年正月，王屏藩部入四川，提督郑蛟麟、川北总兵谭弘、巡抚罗森、总兵吴之茂等四川军政要员先后响应叛乱。王屏藩没有受到太多阻碍，很快拿下四川、并占领汉中、兴安，麾下拥数万之众。不久，陕西提督王辅臣起兵响应吴三桂，清军集结大兵于平凉。王屏藩亲率四川吴军攻打秦州以分散清廷之兵，曾一度占有陇西一部。后来，王辅臣被清大将军图海击败，接受清廷招抚，陕甘局势开始对吴军不利。1676年六月末，吴军从秦州撤退，王屏藩在红崖被清将穆占追兵击败，吴军失关陇之地，退守汉中、兴安等地以保四川。1678年三月，吴三桂称帝，王屏藩晋封东宁侯，赐尚方剑。
1678年八月，吴三桂病逝，吴世璠继位，形势对于吴周而言急转直下。清廷多次对王屏藩进行招抚，皆被拒绝。1679年十月，图海与部将勇略将军赵良栋、奋威将军王进宝等四路进兵进攻王屏藩。王进宝部先克武关，直逼汉中、兴安，王屏藩不得不弃汉中退守广元，后广元亦失，王屏藩与部将陈君极、吴之茂等撤至保宁府阆中固守。1680年，赵良栋陷成都，王进宝进兵保宁。清军于城外二十里处安营扎寨，王屏藩出兵两万趁清军初到发动进攻，却被清军击败。王进宝追至锦屏山，连破吴军大营四座。王屏藩退至宝桥，清军夺桥闯关，冲进阆中城。王屏藩与陈君极见大势已去，自缢而死，吴之茂等十余员吴将被俘。康熙帝命割王屏藩之首示众。